# JART
Галерея JART — художественная институция, основанная в 2007 году в Москве. Галерея организовывает выставочную деятельность в области современного искусства и осуществляет арт-консалтинг для компаний и частных лиц.
Первый офис по работе с клиентами открыт в Москве в 2007 году. В 2017 году запущена галерея современного искусства. На базе галереи существует арт-клуб, который объединяет критиков, кураторов, искусствоведов, журналистов и коллекционеров искусства. Лекционная программа в 2016 году проводилась Дмитрием Гутовым, в 2017 году — Андреем Ерофеевым и Кириллом Светляковым.

## Выставочная и образовательная деятельность

### Современное искусство

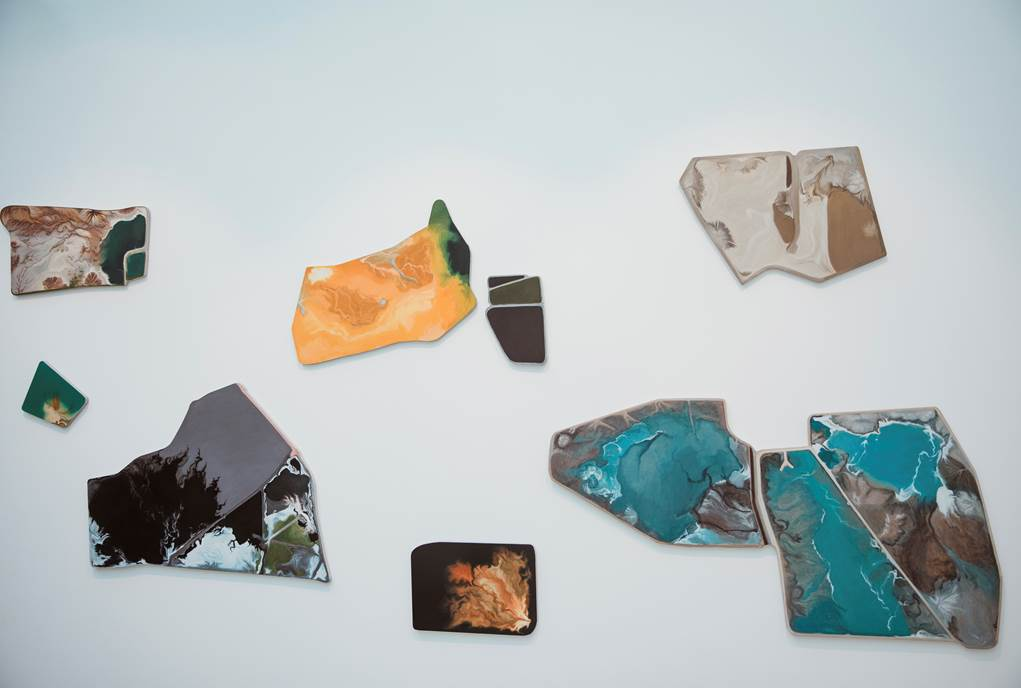
Проект Павла Отдельнова «Психозойская эра», 2018 год

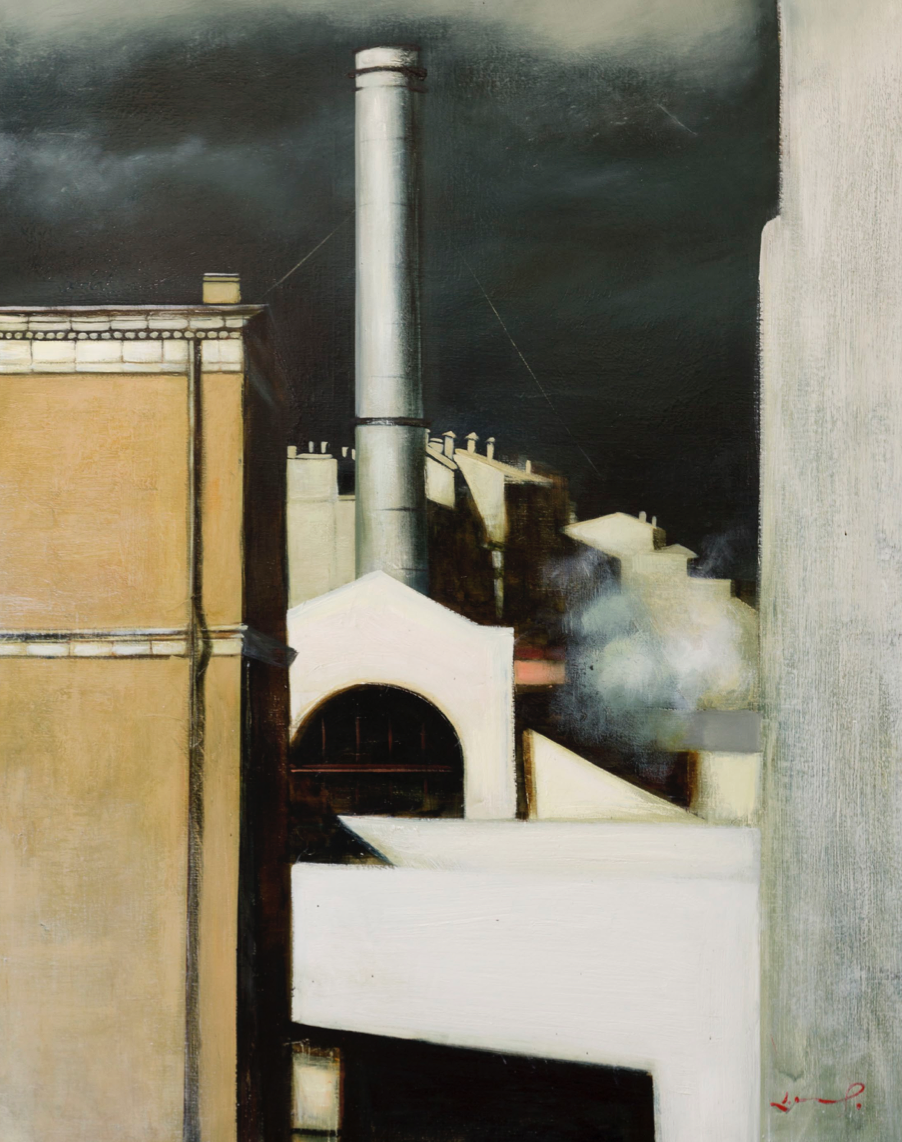
Картина Константина Тотибадзе «Москва», 2016 год

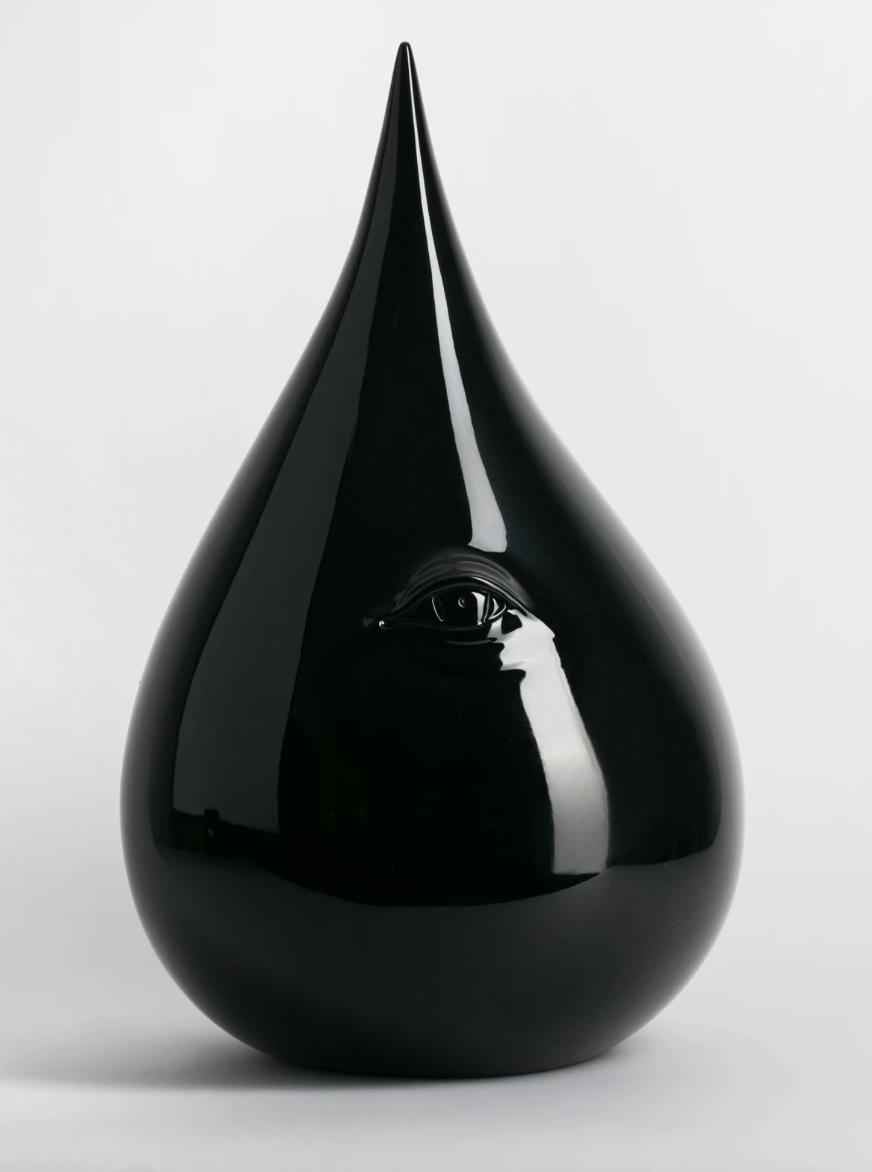
Скульптура Дениса Прасолова «Нефть», 2017 год

В 2017 году JART открыли галерею современного искусства и вошли в параллельную программу Московской международной биеннале современного искусства с проектом «Частная территория», ставшим самой крупной инсталляцией биеннале.
Второй выставочный проект был проведен в 2018 году. Куратором выступил Кирилл Светляков. Экспериментальная выставка «Диалог Мифов» объединила в себе работы художника Аладдина Гарунова и скульптора Дениса Прасолова.
В 2018 году на ярмарке COSMOSCOW галерея экспонирует новые проекты Павла Отдельнова и Ильи Трушевского. Куратором выступил Андрей Ерофеев.

### Музейная история искусства
В рамках работы по арт-консалтингу галерея проводит исследовательские выставочные проекты:
1. Выставка «Штрихи к авангарду». Куратор — Георгий Казовский.[6][7][8]
2. Выставка «5 столетий русской иконы. Традиции и новаторство». Куратор — Липницкий, Александр Давидович.[9]
3. Выставка западно-европейского витража «Свет веков».
4. Образовательная программа

В галерее запущена лекционная образовательная программа.
Среди спикеров: Аладдин Гарунов, Кирилл Светляков, Дмитрий Гутов, Липницкий, Александр Давидович.

## Экспозиция
Коллекция, с которой работает галерея JART, сформирована по музейному хронологическому принципу: от современного искусства к искусству древнего мира. Коллекция насчитывает более 5000 произведений русского, европейского, ближне-восточного и японского искусства разных эпох.

### Современное искусство
В коллекции представлены работы современных российских художников: Павла Отдельнова, Ильи Трушевского, Шеховцова Сергея, Аладдина Гарунова, Дмитрия Гутова, Дениса Прасолова, Константина Тотибадзе.

### Советское искусство
В фонды галереи входят работы советского периода. Коллекция включает полотна художников:
Владимира Вейсберга, Владимира Немухина, Вадима Сидура, Таира Салахова, Александра Дейнеки.

### Конец XIX — начало XX веков

#### Мир искусства
Художники, представленные в коллекции:
Юрий Анненков, Леон Бакст, Александр Бенуа, Иван Билибин, Кузьма Петров-Водкин, Илья Репин, Зинаида Серебрякова.

#### Авангард и модернизм
Художники, представленные в коллекции:
Натан Альтман, Александр Богомазов, Наталья Гончарова, Борис Григорьев, Александр Древин, Михаил Кикоин
Александр Куприн, Михаил Ларионов, Судейкин Сергей, Надежда Удальцова , Роберт Фальк, Марк Шагал

### Иконы
Галерея обладает собранием древнерусской живописи XVI—XX веков.

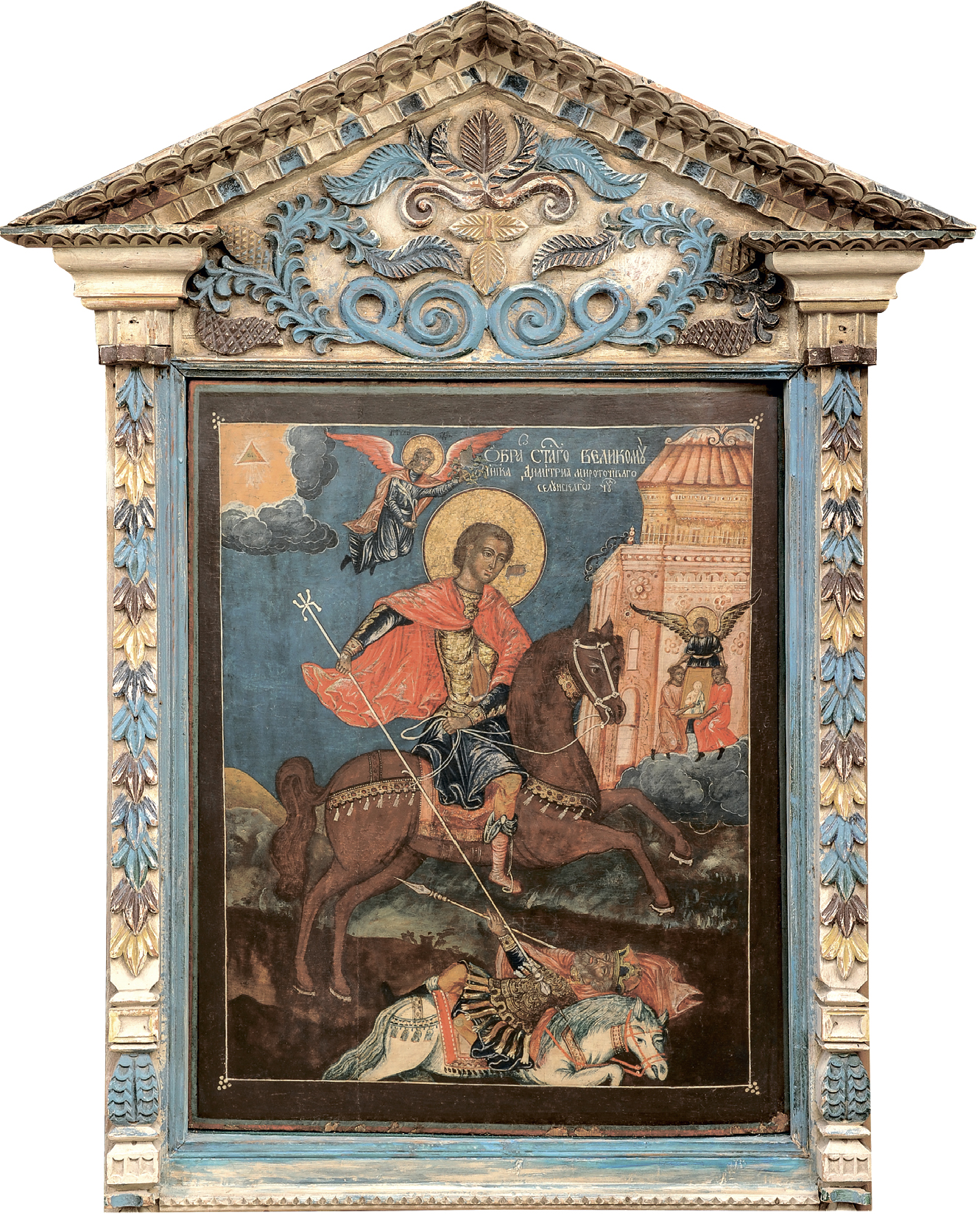
Икона «Чудо великомученика Димитрия Солунского о царе Колояне» в божнице
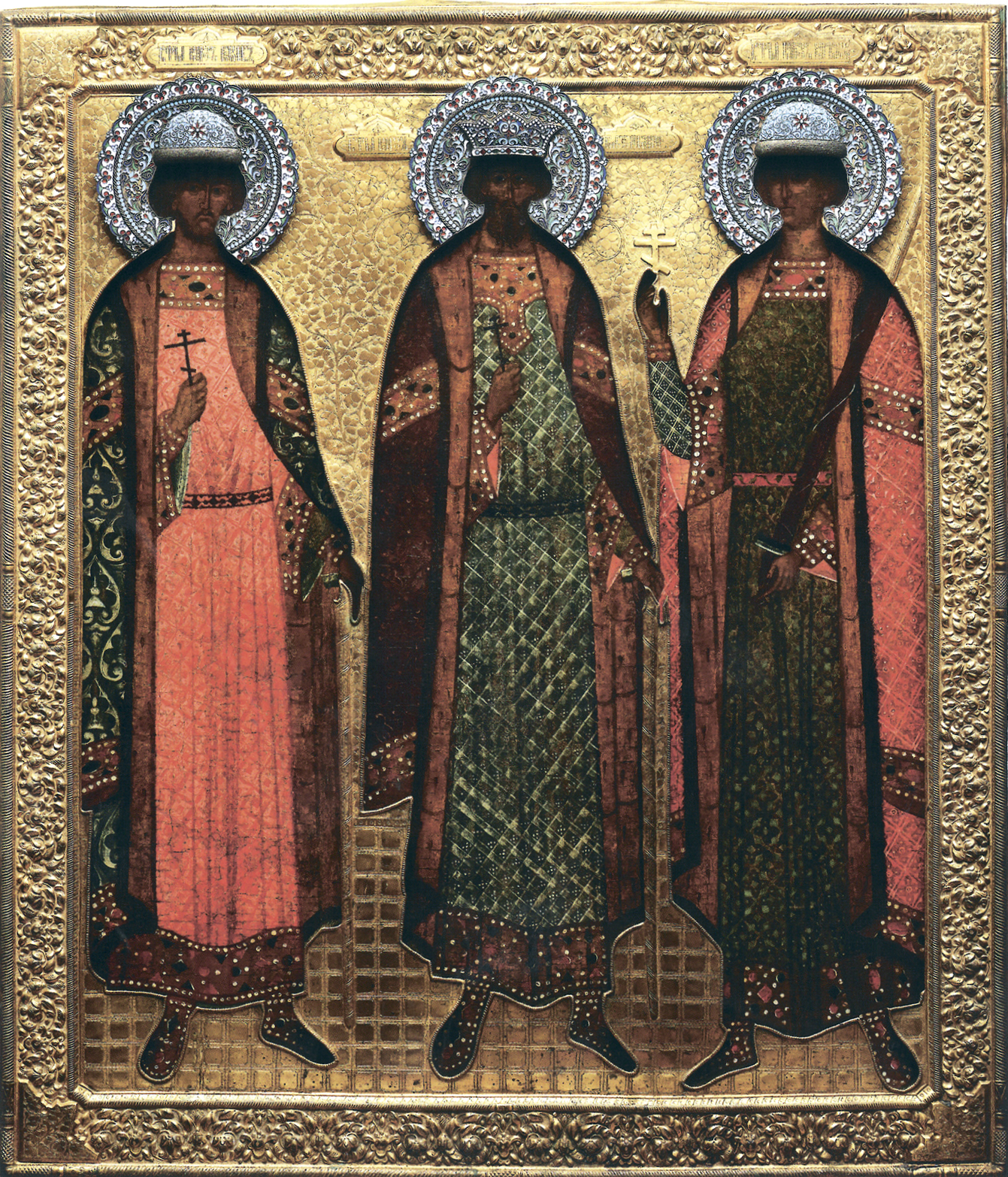
«Равноапостольный князь Владимир, князья-страстотерпцы Борис и Глеб»
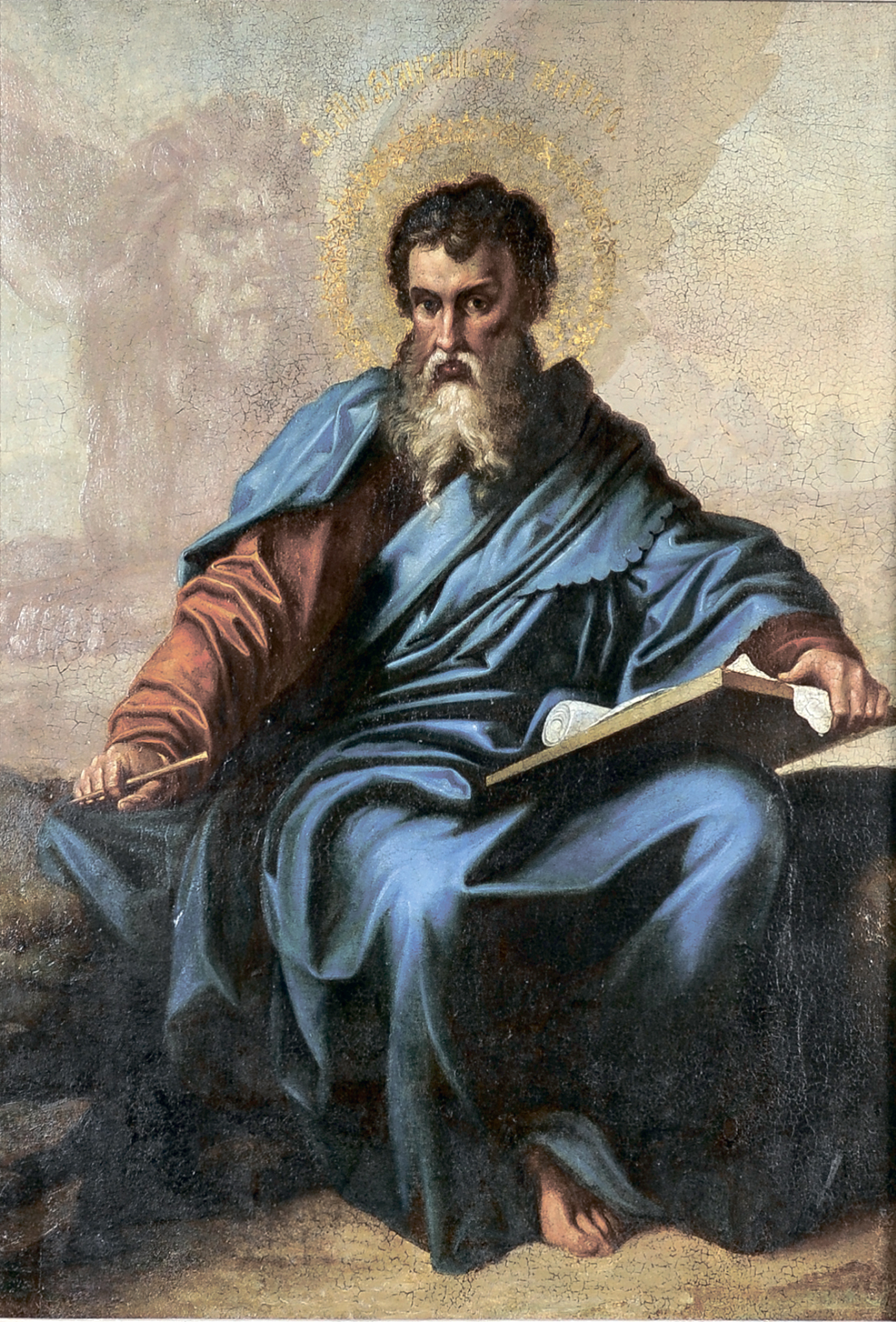
Икона «Евангелист Марк»
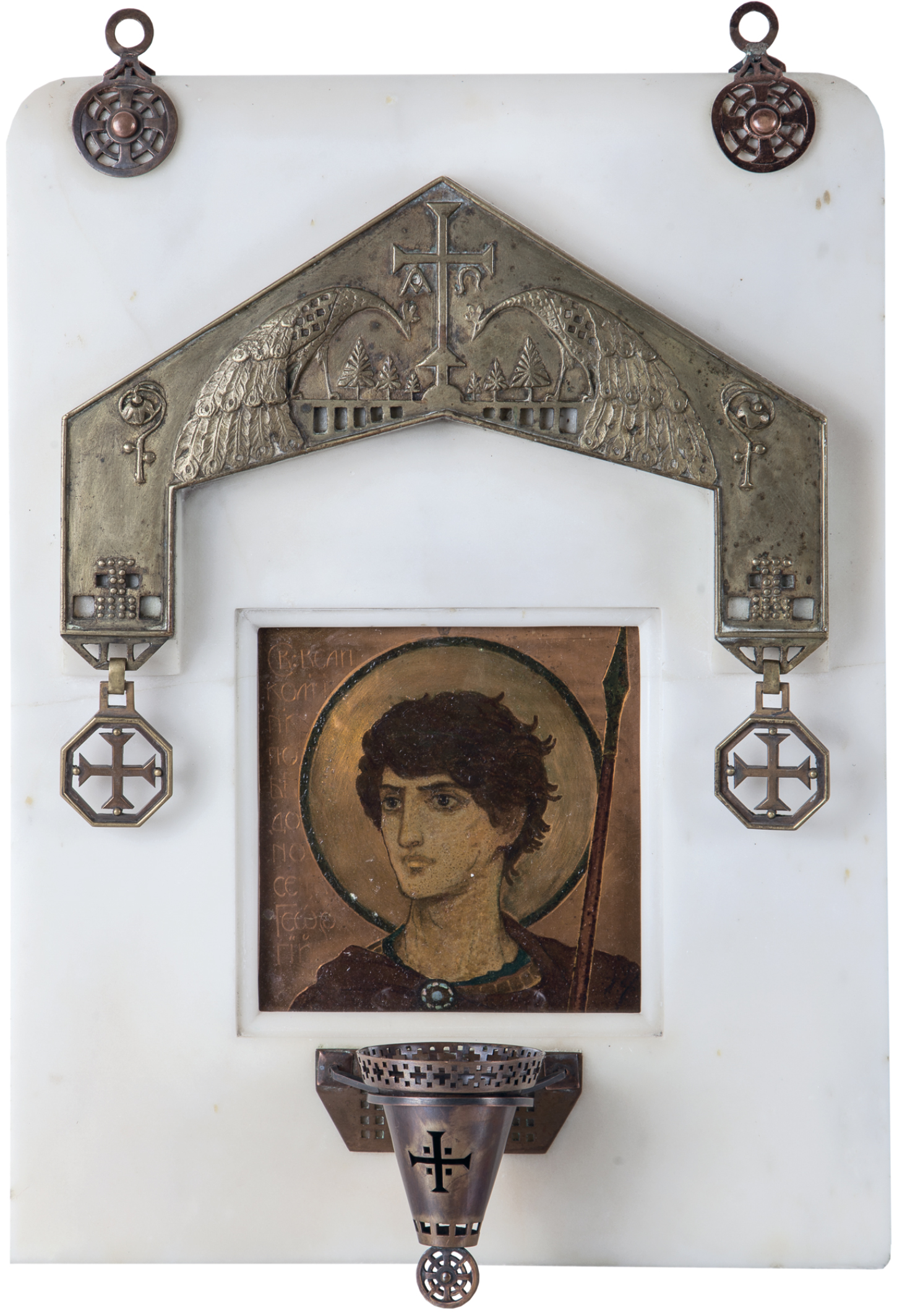
Икона «Святой великомученик Георгий Победоносец» в киоте
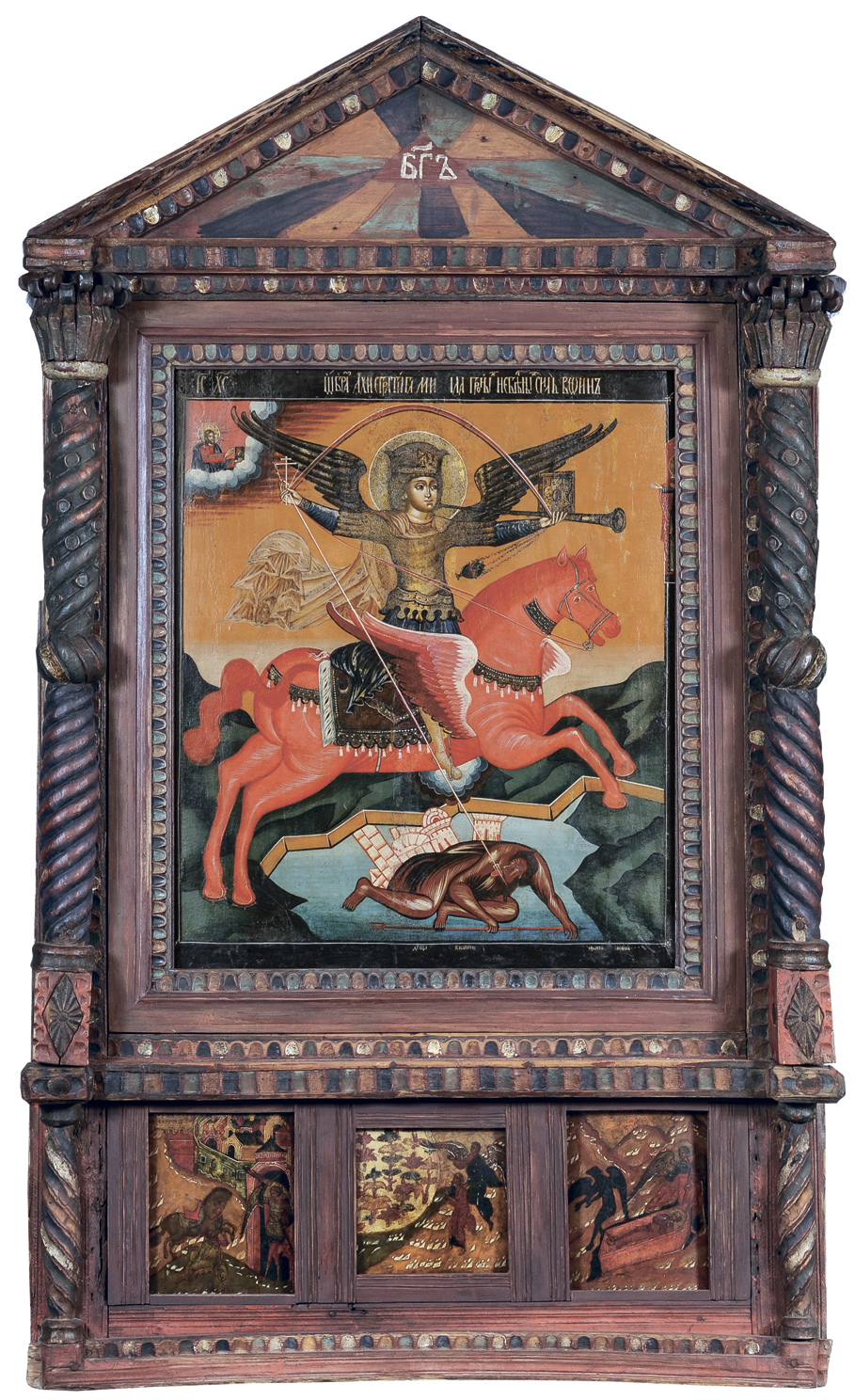
Икона «Архангел Михаил ‒ воевода небесных сил» в божнице

### Витражи
Коллекция галереи JART является единственным структурированным собранием европейского витража, привезенным в Россию за последние 100 лет. Она открывает новый этап в формировании русских коллекций западноевропейского искусства в XXI веке.